# Jean Ubaghs
Jean Ubaghs, né à Liège le 5 janvier 1852 et mort dans sa ville natale en 1937, est un peintre, lithographe et dessinateur belge. Il est également professeur d'anatomie à l'Académie royale des beaux-arts de Liège de 1904 à 1924.

## Biographie
Henri Jean Joseph Ubaghs naît à Liège le 5 janvier 1852, fils de Jacques Louis Ubaghs et de Marie Josephine Genet. Il se forme à l'Académie royale des beaux-arts de Liège,,,, puis continue ses études à Paris,.

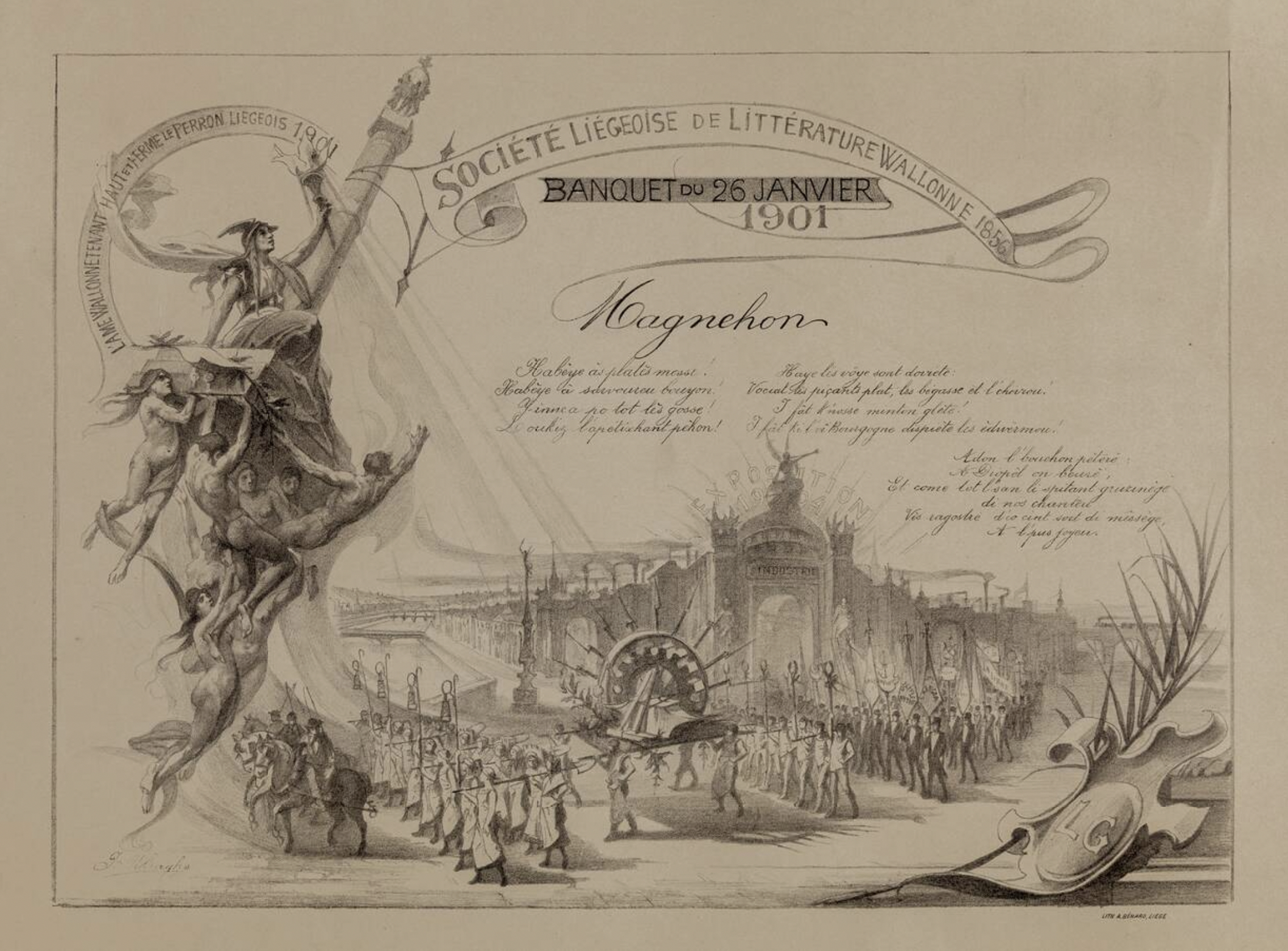
Société liégeoise de Littérature wallonne. Banquet du 26 janvier 1901, 1901 (lithographie en couleurs ;), Liège, musée de la Vie wallonne.

Il fait partie d'un groupe d'amis, comprenant Alphonse Taïée (sculpteur amateur), Léonard Hubert Zeyen (photographe), Félix Nisen (peintre ; fils du portraitiste Jean-Mathieu Nisen), qui se réunit habituellement dans l'atelier de la rue de l'Étuve qu'occupent le peintre, dessinateur et graveur Adrien de Witte et le sculpteur Léon Mignon durant la première moitié des années 1870.
Il prend une part active à différents concours, dont ceux qui sont organisés par la Société Anonyme du Vieux-liège et le Cercle privé du commerce (Liège),,. Son œuvre connaît le succès de son vivant.
Le 8 avril 1886, il épouse à Liège Clara Marie Albertine L'hoest,,. Le couple aura un enfant, Edmond Ubaghs, né le 31 mai 1887 à Liège. Il devient, en 1904, professeur d'anatomie à l'Académie royale des beaux-arts de Liège, puis à partir de 1912, il reprend le cours d'expression d'Adrien de Witte, occupant ces postes jusque fin 1923/début 1924,,,,,. Il est respectivement remplacé à ses cours par Jean Babe, et Adrien Dupagne.
Il expose deux portraits lors de l'Exposition internationale des Beaux-Arts qui a lieu durant l'Exposition universelle de Liège de 1905 et produit des affiches à diverses occasions pour l'imprimerie d'Auguste Bénard,.

## Œuvre

### Style et techniques artistiques
Il réalise, principalement dans un style académique, des peintures à l'huile, des dessins et des lithographies. Il traite des genres comme le paysage, les marines, les figures, les portraits et des scènes de genre,,,,.

### Catalogue et musées
Des œuvres de Jean Ubaghs sont présentes dans les collections de La Boverie (Liège),,,, du Vleeshuis (Anvers), de l'université de Liège (musée Wittert), du musée de la Vie wallonne (Liège),, et du musée national d'Art de Catalogne (Barcelone),.

### Galerie

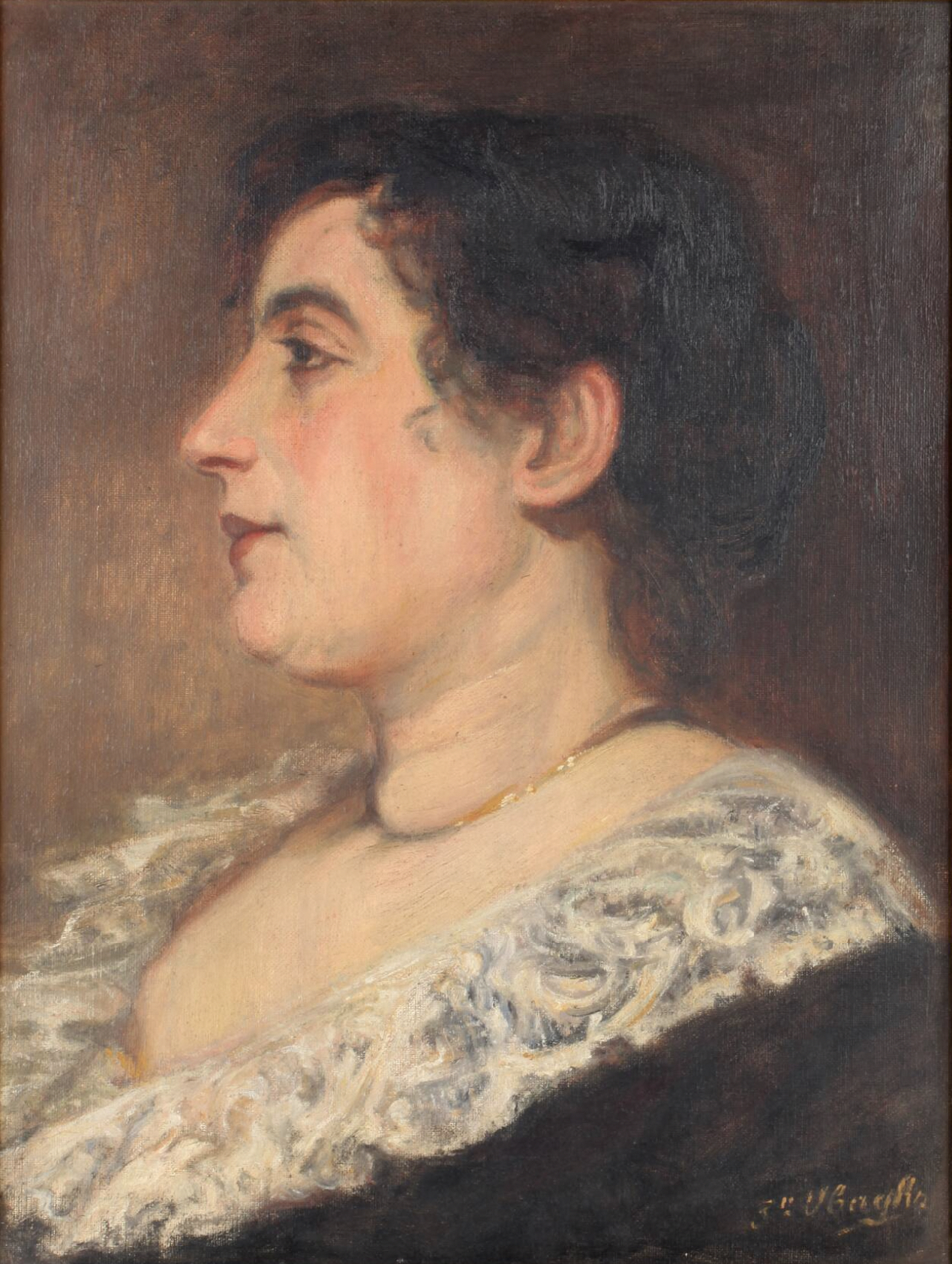
Portrait de Mme Jean Ubaghs née Clara L'Hoest, 1890 (huile sur toile ; 46 × 35 cm), Liège, musée de la Vie wallonne.
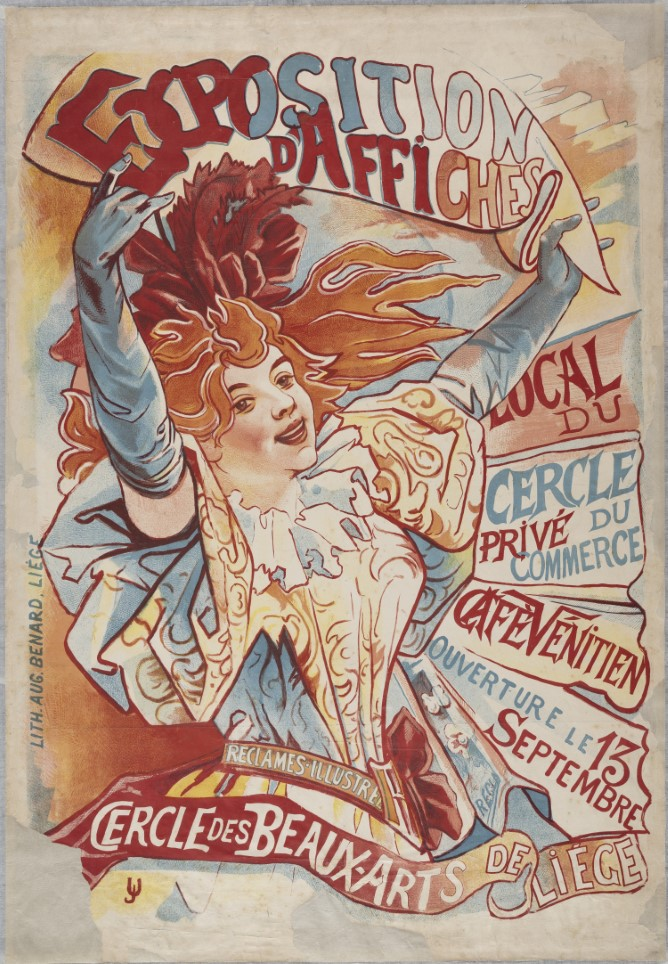
Exposition d'affiches. Cercle des Beaux-Arts de Liége, 1896 (lithographie en couleurs ; 105,5 × 72 cm), Barcelone, musée national d'Art de Catalogne.
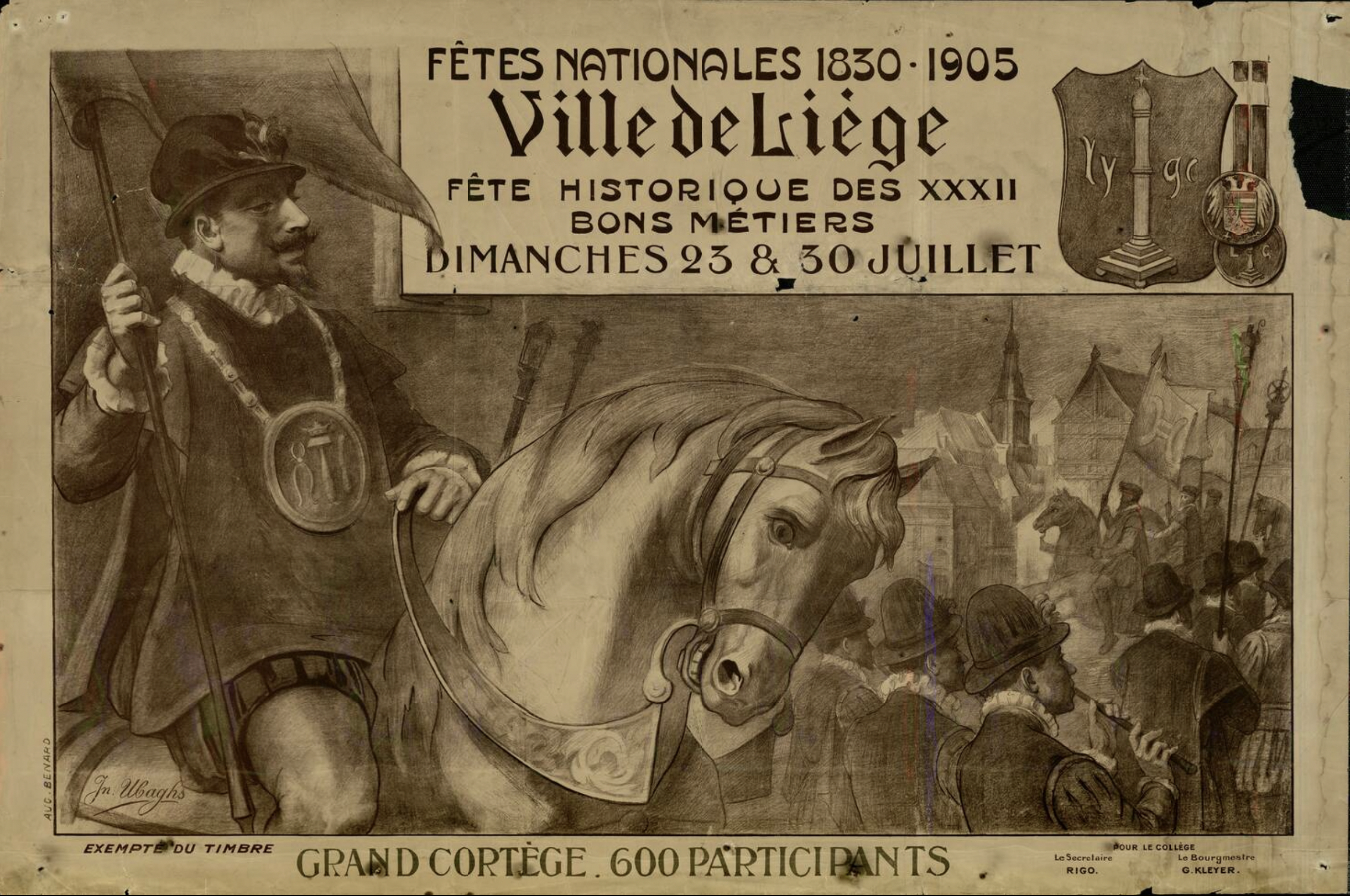
Fête nationale 1830-1905, Ville de Liège Fête historique des XXXII bons métiers, 1905 (lithographie en couleurs ; 109 × 72,5 cm), Liège, musée de la Vie wallonne.
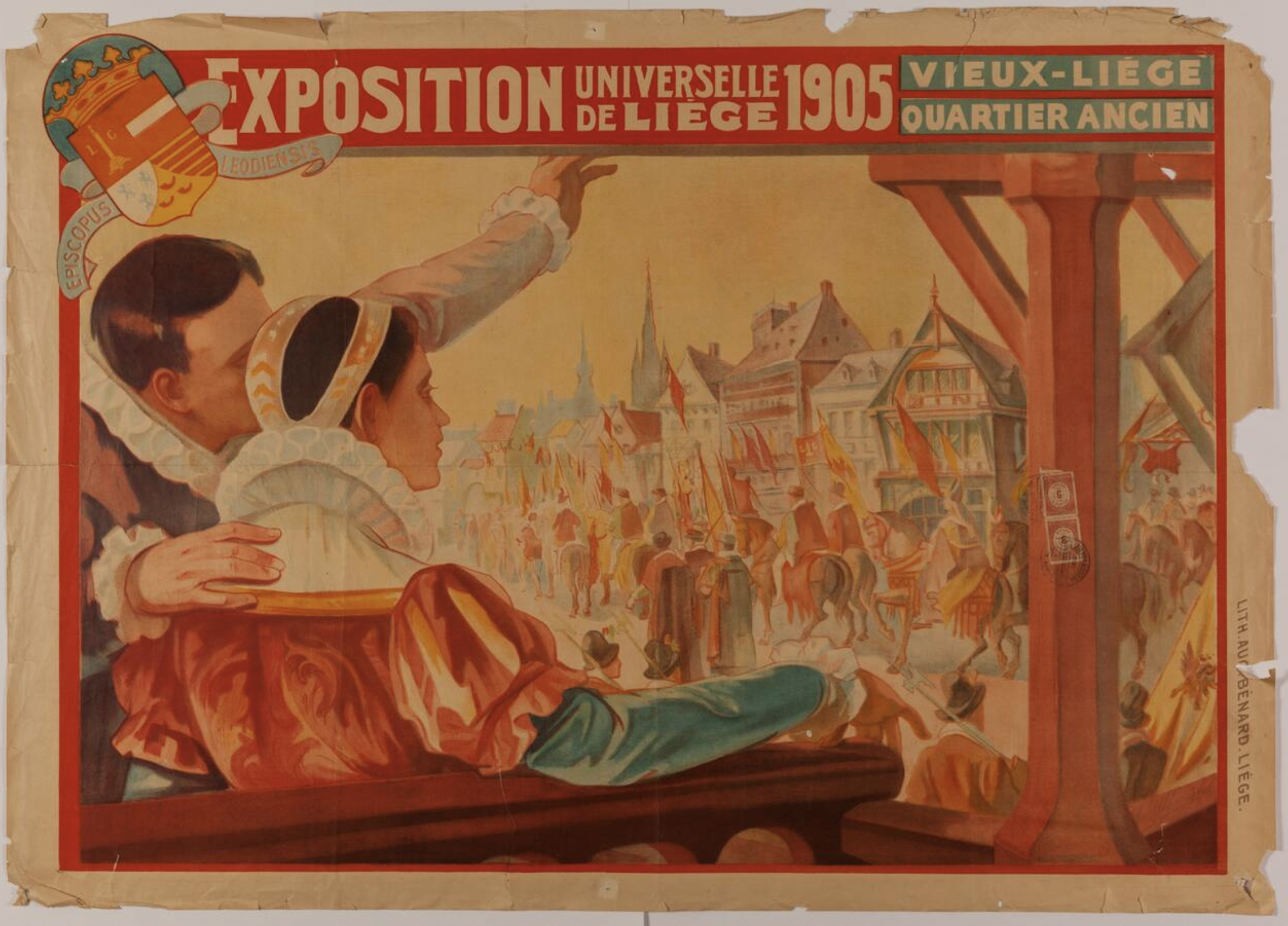
Exposition universelle de Liège de 1905 Vieux-Liège Quartier ancien, 1905 (lithographie en couleurs ; 76 × 107 cm), Liège, musée de la Vie wallonne.
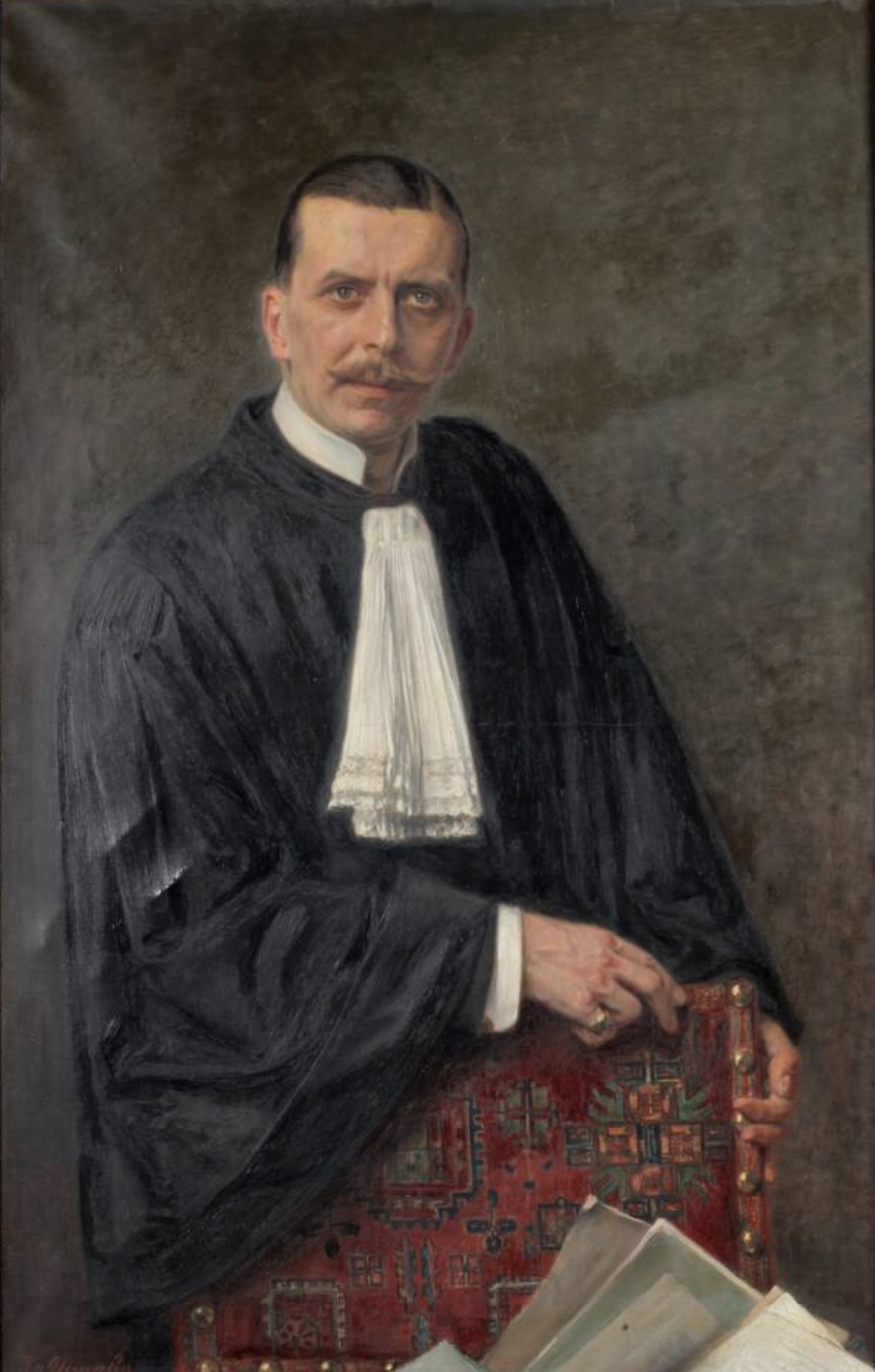
Portrait d'Edmond Schoonbroodt, vers 1913 (huile sur toile ; 112,5 × 73 cm), Liège, musée de la Vie wallonne.

## Expositions
Il est l'un des membres fondateurs du Cercle royal des Beaux-Arts de Liège,, et il y expose de 1892 à 1936,.
- 1888 : Exposition des Beaux-Arts, du 29 avril au 17 juin, Conservatoire royal, Liège[25] ; Salon d'Anvers, du 29 juillet au 10 septembre, rue Vénus, Anvers[26].
- 1889 : XXXIVe Exposition triennale - Salon de Gand, du 11 août au 6 octobre, casino de Gand, Gand[27].
- 1890 : 1re Exposition d'architecture et d'art décoratif, mai, salle de l'Émulation, Liège (il y expose L'été de la cigale et Le goûter du modèle)[28].
- 1891 : Exposition de l'Union Artistique, mai, salle de l'Émulation, Liège (il y expose Le départ pour la pêche et Retour de la pêche)[29].
- 1894 : Exposition de l'Union Artistique, mars, salle de l'Émulation, Liège[30].
- 1900 : Salon de Bruxelles, du 15 septembre au 2 novembre, hall du Palais du Cinquantenaire, Bruxelles[31].
- 1905 : Exposition internationale des Beaux-Arts, du 27 avril au 6 novembre, enceinte de l'Exposition universelle de Liège de 1905, Liège[17].
- 1908 : XXIe Salon de l'Œuvre des Artistes, du 9 mai au 26 juin, palais des beaux-arts, Liège[32].
- 1980 : Affiches de l'imprimerie Bénard. Collection du Musée de la Vie wallonne, Liège, du 24 avril au 22 mai 1980, Belgisches Haus, Cologne[33] .
- 1992 : Le Cercle royal des Beaux-Arts de Liège 1892-1992, du 18 septembre au 20 avril 1993, Cercle royal des Beaux-Arts, Liège[3].
- 2021 : Carteles de la vida moderna. Los orígenes del arte publicitario, du 21 septembre au 16 janvier 2022, Caixa Forum Sevilla, Séville (Espagne)[34],[35],[36].
- 2022 : Carteles de la vida moderna. Los orígenes del arte publicitario, du 1er mars au 24 juillet, Caixa Forum LLeida, Lérida (Espagne)[37] ; et du 27 septembre au 26 février 2023, Caixa Forum Girona, Gérone (Espagne)[38].
- 2023 : Carteles de la vida moderna. Los orígenes del arte publicitario, du 24 mars au 23 juillet, Caixa Forum Tarragona, Tarragone (Espagne)[39].